# Selma Blair
Selma Blair Beitner (Southfield, Míchigan, 23 de junio de 1972), conocida como Selma Blair, es una actriz estadounidense que ha trabajado en diversos tipos de papeles en el cine y en el teatro. Ha protagonizado películas como Cruel Intentions, Legally Blonde, La cosa más dulce, Hellboy, The Fog, Purple Violets y Hellboy 2: El ejército dorado, además de series de televisión como Zoe, Duncan, Jack y Jane y Anger Management.

## Biografía

### Infancia
Es hija de Molly Ann y Elliot Beitner. Tiene tres hermanas mayores, Katherine (publicista), Elizabeth y Marie. Inició sus estudios en una escuela judía y continuó en la escuela Cranbrook Kingswood en Bloomfield Hills. Asistió al Kalamazoo College en Míchigan, donde terminó el bachillerato, y posteriormente se matriculó con honores en la Universidad de Míchigan en 1994. Después de esto, Blair se muda a Nueva York para seguir su carrera, pero esta da un giro cuando empieza a tomar clases de interpretación.

### Carrera
Después de las clases de interpretación impartidas en el Stella Adler Studio of Acting, Blair comenzó a actuar en pequeños papeles durante los primeros años de la década de los 90: apareció en cortometrajes y películas independientes, junto con el entonces desconocido Josh Hartnett, Girl junto a Dominique Swain, la comedia de adolescentes de secundaria Ya no puedo esperar o Strong Island Boys, que nunca llegaría a estrenarse en ningún formato. Fue al casting para la serie Buffy, la cazavampiros, pero no consiguió hacerse con el papel. 
Tras varios años de audiciones y películas independientes logró protagonizar su primer film de taquilla, Crueles intenciones (o Juegos sexuales, como se la conoció en Latinoamérica), en 1999, interpretando a "Cecile", la chica ingenua a la que sus compañeros del colegio, los perversos hermanastros "Kathryn" (Sarah Michelle Gellar) y "Sebastian" (Ryan Phillippe) intentan corromper. Por su escena con Gellar obtuvo el premio al mejor beso en los MTV Movie Awards, pero lo que la catapultó a la cima del estrellato fue su participación estelar interpretando a Zoe Bean en la serie estudiantil Zoe, Duncan, Jack y Jane (1999) para la WB. 
Para la entrada del nuevo milenio protagoniza junto a las estrellas emergentes Freddie Prinze, Jr. y Julia Stiles la comedia adolescente Down to You.
En 2001, protagoniza el filme Kill me later donde demuestra por qué se la considera una de las mejores actrices del cine independiente, y por primera vez recibe comentarios positivos de la crítica especializada. También vuelve a trabajar con Reese Witherspoon en la película de gran éxito Legally Blonde. Igualmente protagoniza la travesía de unos jóvenes hasta el funeral de Kurt Cobain junto a Jared Leto y Jake Gyllenhaal en Highway. 
Al final de ese año se estrena el filme de cine arte Storytelling, donde interpreta a una estudiante insegura cuya vida es destruida por su profesor del colegio seduciéndola y medio obligándola a tener una relación con él. 
Para 2002, se estrena en cines The Sweetest Thing que protagoniza junto a Cameron Diaz y Christina Applegate, considerada un tropiezo en la carrera de Blair. En 2003 estelarizó A Guy Thing (Un novio en apuros), una comedia donde comparte nuevamente créditos con Julia Stiles e igualmente participa Jason Lee.
En 2004, rodó a las órdenes del director underground John Waters la comedia de sátira sexual A Dirty Shame, donde interpretó a Ursula Udders, una adolescente exhibicionista. En el mismo año interpretó a Elizabeth "Liz" Sherman una superheroína con una infancia difícil que posee poderes pirotécnicos en la película Hellboy del director Guillermo del Toro. 
En 2005, destacan tres títulos: trabaja en el infravalorado thriller político The Deal (La estafa), con Christian Slater y Angie Harmon, que intenta mostrar cómo se maneja la política y el petróleo en los Estados Unidos; The Fog (Terror en la niebla), la cual fue la última película de la dupla John Carpenter y Debra Hill (pioneros del cine de terror moderno) antes de que esta última falleciera durante el rodaje; y finalmente protagoniza el bien acogido por la crítica cortometraje The Big Empty.
Ya en 2007, protagoniza la que para muchos fue su mejor película hasta ese momento, Purple Violets (o Enamorada de mi ex, título con el que se la conoció en el público de habla hispana, donde Edward Burns, Patrick Wilson y Debra Messing coprotagonizan este nostálgico film sobre una escritora (Blair) que, con un matrimonio infeliz, reencuentra el verdadero amor en su antiguo novio del colegio. Ese mismo año nos entrega una película franca y sin finales felices sobre el drama del amor Feast of Love junto a Greg Kinnear y Morgan Freeman, donde este último es el testigo y narrador de todas las historias. 
Igualmente en 2007 protagoniza WΔZ donde juega el papel de una chica que asesina serialmente a los delincuentes que la violan y matan a su mamá y a los que impunemente la policía deja libres. 
En 2008, vuelve a interpretar a Elizabeth "Liz" Sherman en Hellboy 2: El ejército dorado, película que superó en la pantalla y recaudación a la primera entrega de la saga llegando al número 1 en taquilla en Norteamérica y Europa. Más tarde nos entrega My Mom's New Boyfriend junto a Meg Ryan y Antonio Banderas.
A finales de ese mismo año protagoniza la serie de la NBC Kath & Kim, donde interpreta a Kim, una chica floja y mimada que va de compras en los centros comerciales y esta enajenada con el mundo de las celebridades. Es hija de Kath, interpretada por Molly Shannon.
Para 2009, toma el rol principal en The Poker House, al lado de Jennifer Lawrence y Chloë Moretz, este es un filme basado en hechos reales, sobre tres hermanas que sufren maltrato y abuso infantil por parte de su madre y de diferentes hombres. 
En 2010, protagoniza Columbus Circle, un drama en el cual una joven solitaria heredera (Blair) es obligada a salir de sus miedos cuando se investiga un homicidio que se comete en el departamento de al lado. 
Recientemente Blair ha estado trabajando en teatro y entre sus nuevos trabajos figuran Four Saints, película sobre el sufrimiento de las enfermeras durante la Primera Guerra Mundial; Réplicas, un thriller psicológico de suspenso; y el drama Dark Horse junto a Christopher Walken y Mia Farrow, que habla del "estancamiento" y la dificultad de independizarse económicamente en algunos jóvenes: dicho drama fue presentado por Blair en su estreno mundial en el Festival Internacional de Cine de Venecia. 
Blair coprotagonizó la serie "Anger Management" junto a Charlie Sheen, basada en la película Locos de ira de Jack Nicholson. Ella interpretó, antes de su renuncia en 2013, a la terapeuta personal de Sheen y es el interés amoroso de este. La serie se estrenó el 28 de junio de 2012 en Estados Unidos, consiguiendo romper todos los récords de audiencia para un estreno de cable en Norteamérica, con 5.74 millones de televidentes.

### Vida personal
Blair contrajo matrimonio con Ahmet Zappa, hijo de uno de los más grandes y enigmáticos artistas del siglo XX Frank Zappa, el 24 de enero de 2004 en la mansión Carrie Fisher en Beverly Hills, California. Ella solicitó el divorcio en la Corte Suprema de Los Ángeles el 21 de junio de 2006, citando "diferencias irreconciliables". En una declaración a People un portavoz de la pareja dijo "Selma y Ahmet han decidido divorciarse pero se quieren mucho el uno al otro y seguirán siendo amigos cercanos". En el pasado, salió con el músico Josh Groban y con el joven actor y cómico Mikey Day, su coestrella en Kath & Kim.
En la actualidad Blair está unida sentimentalmente al diseñador de moda Jason Bleick y en febrero de 2011 fue madre de un niño. Entre sus mejores amigas se encuentran las gemelas Mary-Kate y Ashley Olsen, Julia Stiles, Claire Danes, Jaime King, Victoria Beckham, Kirsten Dunst y Sarah Michelle Gellar. En otoño de 2018, se publicó que padecía esclerosis múltiple. En el documental Introducing, Selma Blair (2021), dirigido por Rachel Fleit, la actriz habla del proceso de su enfermedad.

## Filmografía
| Películas  | Películas                     | Películas                        | Películas    |
| Año        | Título                        | Personaje                        | Notas        |
| ---------- | ----------------------------- | -------------------------------- | ------------ |
| 1996       | The Broccoli Theory           |                                  |              |
| 1996       | Brain Candy                   | Chica en el concierto de rock    |              |
| 1997       | Strong Island Boys            | Tara                             |              |
| 1997       | Gone Again                    | Ayla                             |              |
| 1997       | Arresting Gena                | Mujer drogada                    |              |
| 1997       | Two in the Morning            | Shea                             |              |
| 1997       | In & Out                      | La prima Linda                   |              |
| 1998       | Brown's Requiem               | Jane                             |              |
| 1998       | Girl                          | Darcy                            |              |
| 1998       | Ya no puedo esperar           | Nancy                            |              |
| 1999       | Cruel Intentions              | Cecile Caldwell                  |              |
| 2000       | Down to You                   | Cyrus                            |              |
| 2001       | Kill Me Later                 | Shawn Holloway                   |              |
| 2001       | Storytelling                  | Vi                               |              |
| 2001       | Legally Blonde                | Vivian Kensington                |              |
| 2002       | Highway                       | Cassie                           |              |
| 2002       | La cosa más dulce             | Jane Burns                       |              |
| 2003       | A Guy Thing                   | Karen                            |              |
| 2003       | Dallas 362                    | Peg                              |              |
| 2004       | Hellboy                       | Liz Sherman                      |              |
| 2004       | A Dirty Shame                 | Caprice Stickles / Ursula Udders |              |
| 2004       | In Good Company               | Kimberly                         |              |
| 2005       | Pretty Persuasion             | Grace Anderson                   |              |
| 2005       | The Deal                      | Abbey Gallagher                  |              |
| 2005       | The Fog                       | Stevie Wayne                     |              |
| 2005       | The Big Empty                 | Alice                            |              |
| 2006       | The Alibi                     | Adelle                           |              |
| 2006       | Chlorine                      | Elise                            | Suspendida   |
| 2006       | The Night of the White Pants  | Beth Hagan                       |              |
| 2007       | Purple Violets                | Patti Petalson                   |              |
| 2007       | WΔZ                           | Jean Lerner                      |              |
| 2007       | The Listening Party           |                                  | Suspendida   |
| 2007       | Feast of Love                 | Kathryn Smith                    |              |
| 2008       | My Mom's New Boyfriend        | Emily Lott                       |              |
| 2008       | The Poker House               | Sarah                            |              |
| 2008       | Hellboy II: The Golden Army   | Liz Sherman                      |              |
| 2009       | The Family Tree               | Miss Delbo                       |              |
| 2012       | Columbus Circle               | Abigail                          |              |
| 2011       | Different Kind Of Love        | Camilla                          |              |
| 2011       | Dark Horse                    | Miranda                          |              |
| 2011       | Replicas                      | Mary                             |              |
| 2013       | Four Saints                   | Dorothy Fielding                 |              |
| 2016       | Ordinary World                |                                  |              |
| 2018       | Mom and Dad                   | Kendall Ryan                     |              |
| 2019       | After: Aquí empieza todo      | Carol Young                      |              |
| 2020       | After: en mil pedazos         | Carol Young                      |              |
| Televisión |                               |                                  |              |
| Año        | Título                        | Personaje                        | Notas        |
| 1995       | The Adventures of Pete & Pete | Penelope Ghiruto                 | 1 episodio   |
| 1997       | Amazon High                   | Cyane                            | Telefilme    |
| 1997       | Soldier of Fortune, Inc.      | Tish August                      | 1 episodio   |
| 1997       | No Laughing Matter            | Lauren Winslow                   | Telefilme    |
| 1998       | Promised Land                 | Carla Braver                     | 1 episodio   |
| 1999-2000  | Zoe, Duncan, Jack and Jane    | Zoe Bean                         | 24 episodios |
| 2000       | Xena: la princesa guerrera    | Cyane                            | 1 episodio   |
| 2002       | Friends                       | Wendy                            | 1 episodio   |
| 2003       | Coast to Coast                | Stacey Pierce                    | Telefilme    |
| 2004       | DeMarco Affairs               | Kate DeMarco                     | Telefilme    |
| 2006       | Hellboy: Sword of Storms      | Liz Sherman (Voz)                | Telefilme    |
| 2007       | Hellboy: Blood and Iron       | Liz Sherman (Voz)                | Telefilme    |
| 2008-2009  | Kath & Kim (Estados Unidos)   | Kim Day                          | 18 episodios |
| 2010       | Project Runway                | Juez Invitado                    | 1 episodio   |
| 2010       | Web Therapy                   | Tammy Hines                      | 2 episodios  |
| 2011       | Portlandia                    | Frannie Walker                   | 1 episodio   |
| 2012-2014  | Anger Management              | Kate Wales                       | Protagonista |
| 2016       | The people vs O.J. Simpson    | Kris Jenner                      | Secundaria   |
| 2018       | Lost in Space                 | Jessica Harris                   | 1 episodio   |

## Reconocimientos
Fue nominada a los Premios Grammy en el año 2011 por narrar el audiolibro sobre el Holocausto Anne Frank: The Diary Of A Young Girl: The Definitive Edition'. En 2022 fue seleccionada como una entre las 100 mujeres de la BBC.